# Cantonul Sévérac-le-Château
Cantonul Sévérac-le-Château este un canton din arondismentul Millau, departamentul Aveyron, regiunea Midi-Pyrénées, Franța.

## Comune
- Buzeins
- Lapanouse
- Lavernhe
- Recoules-Prévinquières
- Sévérac-le-Château (reședință)